# Seseli sclerophyllum
Seseli sclerophyllum är en flockblommig växtart som beskrevs av Jevgenij Korovin. Seseli sclerophyllum ingår i släktet säfferötter, och familjen flockblommiga växter. Inga underarter finns listade i Catalogue of Life.